# LUVOIR

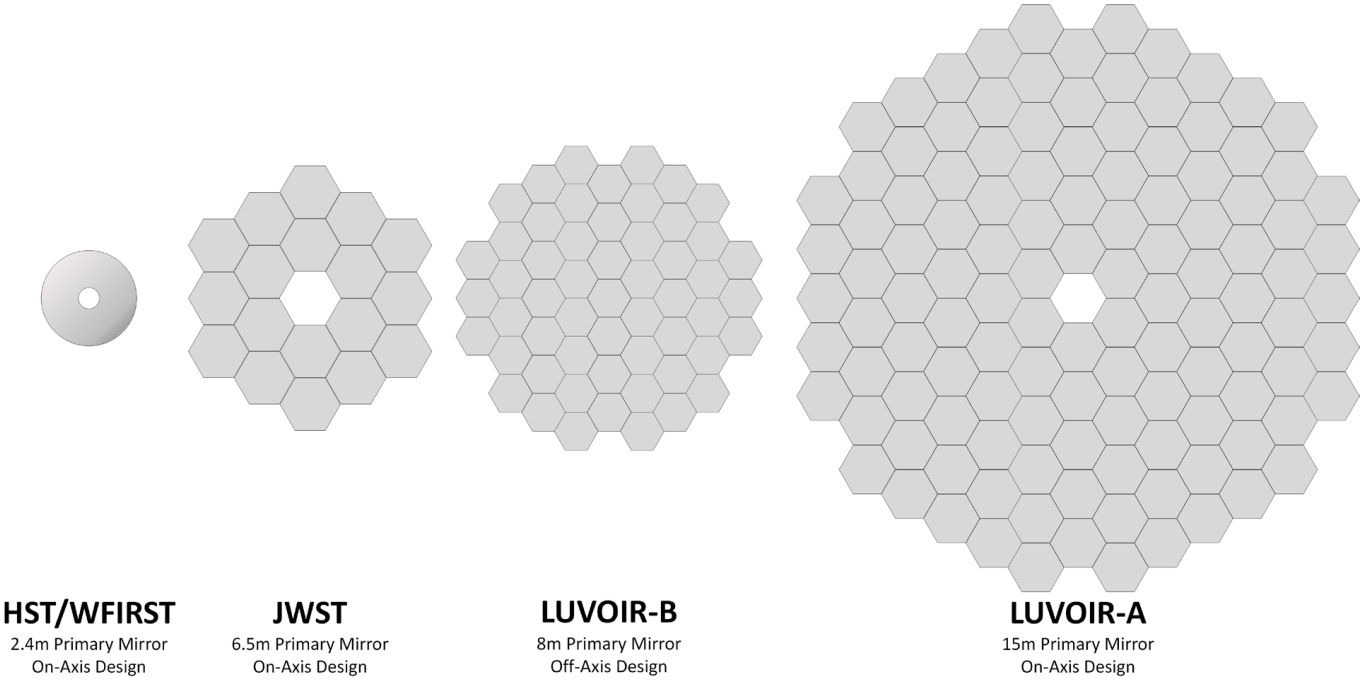
哈勃太空望遠鏡、詹姆斯韋伯太空望遠鏡、LUVOIR-B、LUVOIR-A的主鏡比較。

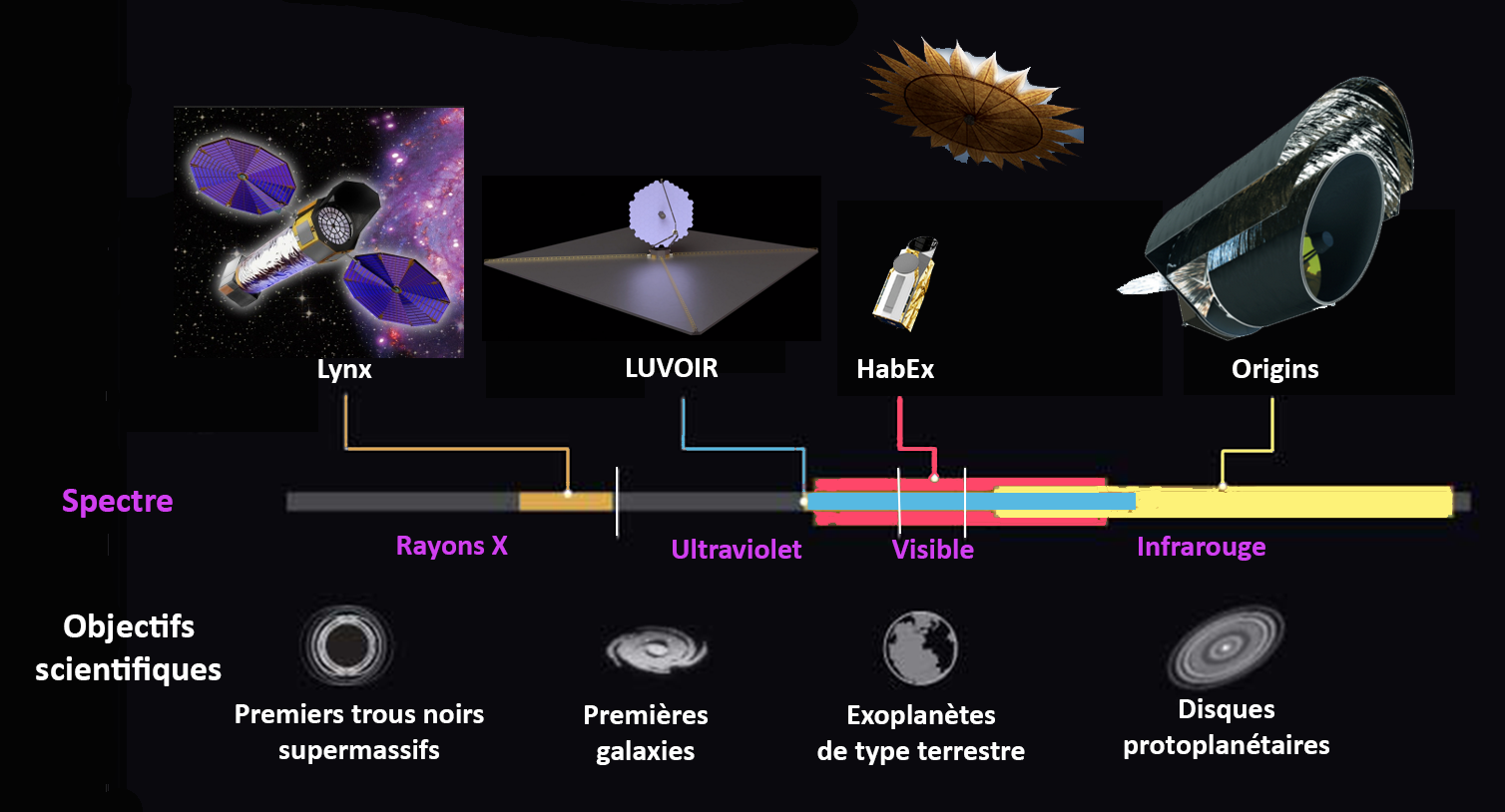
波長比較。

LUVOIR（/ˈluːvɑːr/，直譯：大型紫外光學可見光學紅外光學測量儀，意譯：大型多波長測量儀）是NASA在STEM fields領導開發的多波長太空望遠鏡概念。是美國國家科學院2020天文學和天體物理學十年調查研究的四大天體物理學太空任務概念之一。
雖然 LUVOIR 是一個通用天文台的概念，但它的關鍵科學目標是表徵廣泛的系外行星，包括可能宜居行星。同時，另一個目標是實現廣泛的天體物理學，從再電離時代，到星系的形成和演化，再到恆星和行星的形成。太陽系天體的強大成像和光譜觀測也是可能的。LUVOIR將是一項大型戰略科學任務旗艦任務，並被考慮在2020年代的某個時候開始開發。 LUVOIR 研究團隊為 LUVOIR 的兩種變體設計了一種設計：一種具有 15.1 m 直徑的望遠鏡反射鏡（LUVOIR-A），另一種具有 8 m 直徑的反射鏡（LUVOIR-B）。LUVOIR將能觀察到紫外光、可見光、紅外光。
2021年11月4日，2020年天體物理學十年調查建議開發「大型約6米孔徑的紫外光、可見光、紅外光（IR/O/UV）太空望遠鏡」，其科學目標是尋找行星上的生命跡象在太陽系之外，並實現廣泛變革性天體物理學。這任務利用了LUVOIR和HabEx任務概念。
2019年8月26日，5年LUVOIR任務概念研究最終報告公佈，LUVOIR將在大約2039年使用重型運載火箭發射，並將放在日地拉格朗日點L2軌道上。

## 背景
2016年，NASA開始為未來的大型戰略科學任務旗艦任務考慮四種不同的太空望遠鏡概念。
分別是宜居系外行星成像任務（英語：Habitable Exoplanet Imaging Mission，HabEx）、LUVOIR望遠鏡、LynxX射線天文台（lynx）和起源太空望遠鏡（OST）。 2019年，四團隊向美國國家科學院提交了最終報告，國家科學院獨立十年調查委員會建議美國宇航局如果獲得資金，LUVOIR將在大約2039年使用重型運載火箭發射，並將被放置在圍繞太陽-地球拉格朗日點L2軌道上。

## 任務

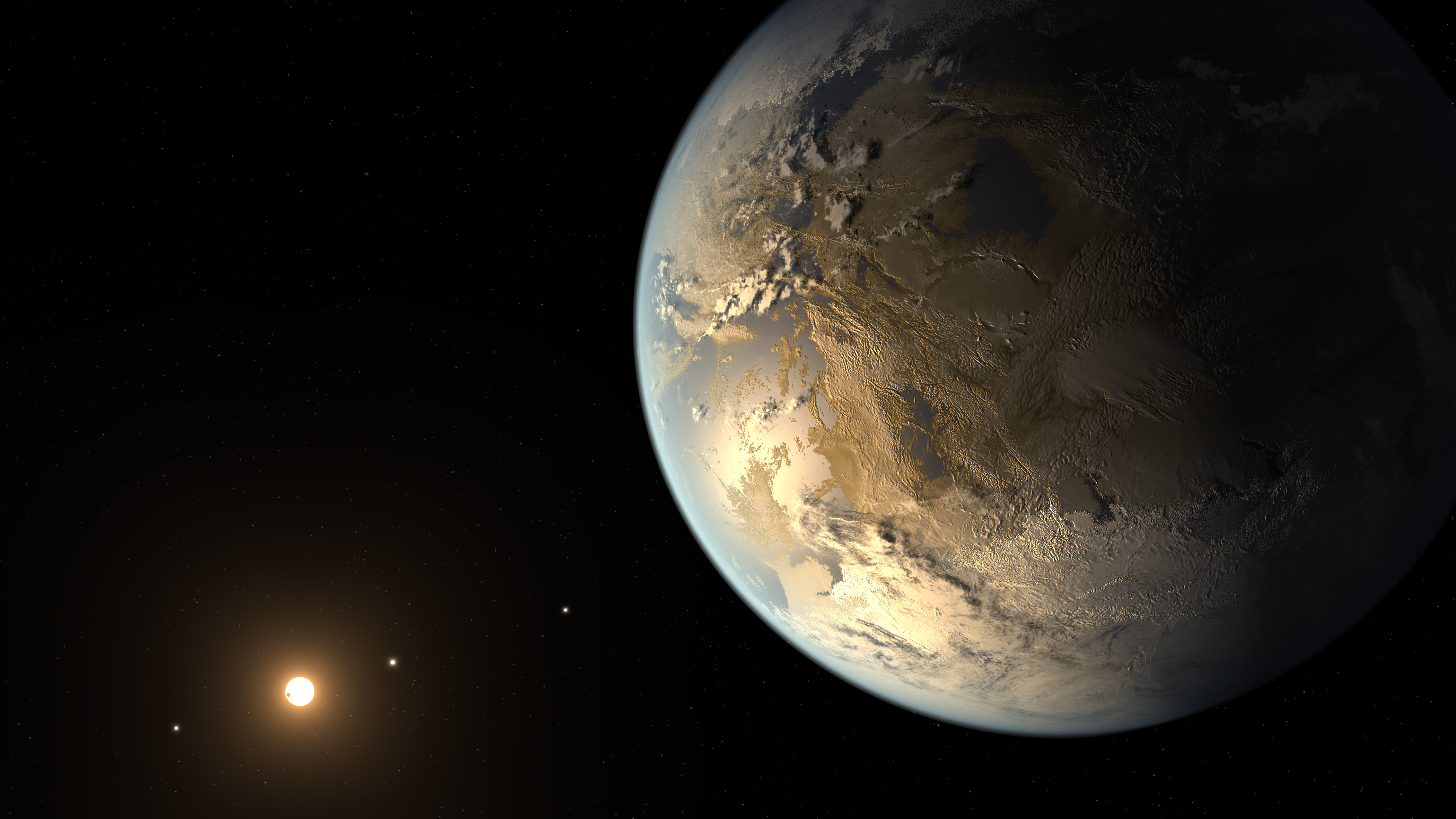
調查系外行星是LUVOIR任務的主要目標之一

LUVOIR的主要目標是研究系外行星、宇宙起源、太陽系。
LUVOIR將分析系外行星大氣及表面結構與組成。檢測遙遠系外行星大氣生命產生的生物特徵。
感興趣的大氣生物特徵包括CO
2、CO、O
2、H
2O、臭氧（O
3）、甲烷（CH
4）等。LUVOIR的多波長能力將提供關鍵信息幫助了解主星的紫外線輻射如何調節宜居行星大氣光化學。LUVOIR還將觀察大量具廣泛特徵（質量、宿主恆星類型、年齡等）的系外行星，目標是將太陽系置於更廣泛的行星系統背景下。其五年主要任務，LUVOIR-A預計將識別和研究54顆潛在宜居系外行星，而LUVOIR-B預計識別28顆。
天體物理學研究的範圍包括對遙遠時空宇宙結構的探索，星系的形成和演化，恆星和行星系統的誕生。
在太陽系研究領域，LUVOIR可在木星可見光下提供高達約25公里的成像分辨率，從而可以對木星、土星、天王星、海王星大氣動力學進行長時間詳細監測。太陽系彗星、小行星、衞星、柯伊伯帶天體的敏感、高分辨率成像、光譜學在可預見未來不會被航天器訪問，所以LUVOIR可以提供關於很久以前太陽系形成過程的重要信息。此外，LUVOIR在長期研究太陽系外海衞星（尤其是木衞二和土衞二）的羽流方面發揮著重要作用。

## 設計
LUVOIR將配備一個內部日冕儀，稱為「ECLIPS」（Extreme Coronagraph for LIving Planetary Systems，對行星系統活物搜索的極限日冕儀）以實現對類地系外行星直接觀測。對於較小的LUVOIR設計LUVOIR-B，新世界任務是另一種選擇。
研究的其他候選科學儀器包括：高清成像儀 (HDI)，一種廣域紫外光、可見光、紅外光相機：LUMOS，一種LUVOIR紫外多目標光譜儀；POLLUX，一種紫外分光偏振計。POLLUX（高分辨率紫外分光光度計）正在由一個得到法國國家太空研究中心的領導和支持的歐洲財團研究。
LUVOIR可以從遠紫外觀測到近紅外。實現對類地系外行星進行日冕觀測所需的極端波前穩定性。
LUVOIR設計融合了三個原則。首先，振動和機械干擾被最小化。其次，望遠鏡和日冕儀都通過有源光學器件結合了幾層波前控制。再者，望遠鏡被主動加熱到精確的270 K（−3 °C；26 °F）以控制熱擾動。
LUVOIR技術開發計劃得到了美國宇航局天體物理學戰略任務概念研究計劃、戈達德太空飛行中心、馬歇爾太空飛行中心、噴氣推進實驗室、諾斯羅普·格魯曼航空航天系統公司和鮑爾航空航天公司的相關計劃的資助。 

### LUVOIR-A

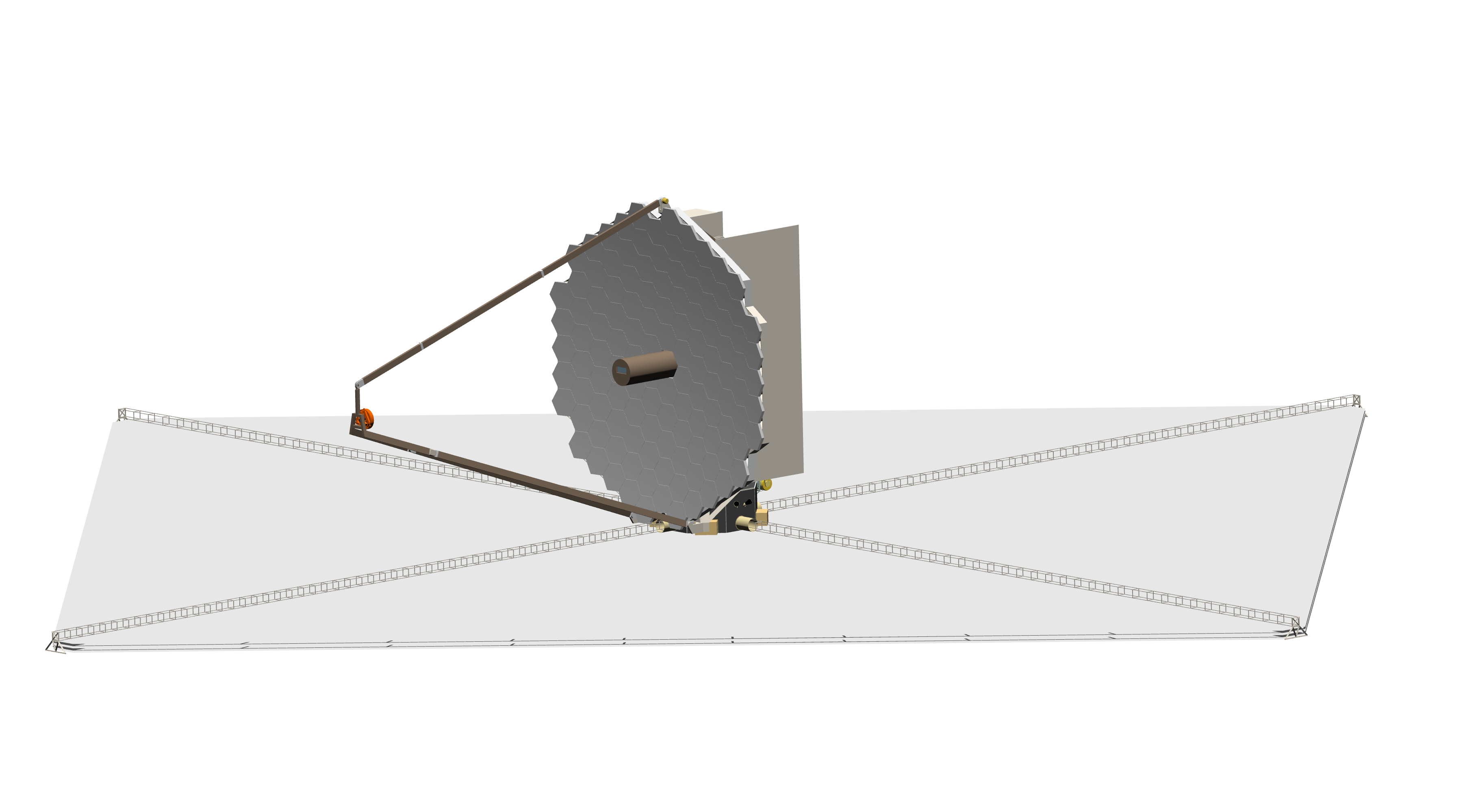
LUVOIR-A

LUVOIR-A（英語：High Definition Space Telescope，HDST)由36鏡段組成，孔徑15.1（50英尺），比哈勃太空望遠鏡提供的圖像清晰24倍。LUVOIR-A將大到足以發現和研究我們附近附近的數十個類地行星。它可以解析諸如小星系核或正在坍縮成恆星和行星的氣體雲等物體。HDST 的第一項研究由天文研究大學協會（AURA）於2015年7月6日發表。HDST在一份題為「From Cosmic Birth to Living Earths」（從宇宙誕生到活生生的地球）的報告提出，該報告由AURA委託，該報告代表NASA、國家科學基金會管理哈勃和其他天文台。最初的HDST提案的想法包括一個內部日冕儀，一個阻擋來自中央恆星的光線的圓盤，使一顆昏暗的行星更加可見，以及一個可以漂浮在它前面幾公里外以執行相同功能的星影。LUVOIR-A可折疊，因此只需一個8米寬的有效載荷整流罩。初始成本估計約為100億美元，終生成本估計為180億至240億美元。

### LUVOIR-B
LUVOIR-B（英語：Advanced Technology Large-Aperture Space Telescope，ATLAST）是最初由太空望遠鏡科學研究所（STScI）開發的8米架構。設計目的是產生比詹姆斯韋伯太空望遠鏡好5-10倍角分辨率，以及比哈勃太空望遠鏡好2,000倍靈敏度。
LUVOIR研究小組預計，該望遠鏡將能夠像哈勃太空望遠鏡一樣由無人航天器或宇航員通過獵戶座飛船或SpaceX星艦進行維修。相機等儀器可被更換返回地球分析其組件和升級。

### ATLAST
用於初始任務概念的原始反義詞「ATLAST」是個雙關語，指的是決定HST繼任者所花費的時間。ATLAST本身提出了三種不同的架構：一個8（26英尺）的單片鏡面望遠鏡、一個16.8（55英尺）的分段鏡面望遠鏡和一個9.2（30英尺）的分段鏡面望遠鏡。當前LUVOIR-B架構採用JWST設計傳統，本質是JWST的一個增量變體，具有6.5（21英尺）分段主鏡。依靠太陽能運行，它將使用內部日冕儀或外部掩星儀，可以表徵地球大小的系外行星的大氣和表面，該系外行星位於長壽命恆星的宜居帶，距離可達140光年（43 pc），包括旋轉速度、氣候、宜居性。該望遠鏡還將使研究人員能夠收集有關主要地表特徵的性質、雲層、氣候的變化及地表植被的潛在季節性變化信息。LUVOIR-B設計用於使用具有行業標準5（16英尺）直徑發射整流罩的重型火箭發射。生命週期成本估計從120億美元到180億美元不等。

## 外部鏈接
- LUVOIR項目網站 （页面存档备份，存于）
- 測量儀 （页面存档备份，存于），戈達德太空飛行中心
- 大口徑先進技術太空望遠鏡 （页面存档备份，存于），戈達德太空飛行中心
- 大口徑先進技術太空望遠鏡 Archive.today的存檔，存档日期2012-12-15，太空望遠鏡科學研究所
- 高清太空望遠鏡，大學天文研究協會